# Sylvie Bailly-Salins
Sylvie Bailly-Salins z d. Payraud (ur. 7 czerwca 1969) – francuska biathlonistka. W Pucharze Świata zadebiutowała 13 grudnia 1990 roku w Les Saisies, gdzie zajęła 46. miejsce w biegu indywidualnym. Pierwsze punkty zdobyła 17 stycznia 1991 roku w Ruhpolding, zajmując 11. miejsce w tej samej konkurencji. Nigdy nie stanęła na podium w zawodach indywidualnych. Najlepsze wyniki osiągnęła w sezonie 1991/1992, kiedy zajęła 39. miejsce w klasyfikacji generalnej. W 1991 roku wystąpiła na mistrzostwach świata w Lahti, gdzie zajęła 26. miejsce w biegu indywidualnym, ósme miejsce w biegu drużynowym i czwarte miejsce w sztafecie. Nigdy nie startowała na igrzyskach olimpijskich.
Jej mężem jest francuski biathlonista, Patrice Bailly-Salins.

## Osiągnięcia

### Mistrzostwa świata
| Rok  | Miejscowość | Konkurencje | Konkurencje | Konkurencje | Konkurencje | Konkurencje | Konkurencje | Konkurencje |
| Rok  | Miejscowość | IN          | SP          | PU          | MS          | RL          | MR          | SR          |
| ---- | ----------- | ----------- | ----------- | ----------- | ----------- | ----------- | ----------- | ----------- |
| 1991 | Lahti       | 26.         | –           | nd.         | nd.         | 4.          | nd.         | –           |

### Puchar Świata

#### Miejsca w klasyfikacji generalnej
| Sezon     | Miejsce |
| --------- | ------- |
| 1990/1991 | 41.     |
| 1991/1992 | 39.     |
| 1992/1993 | 56.     |

#### Miejsca na podium chronologicznie
Bailly-Salins nigdy nie stanęła na podium indywidualnych zawodów PŚ.